# Kuchenried
Kuchenried ist ein Gemeindeteil der Gemeinde Maisach im oberbayerischen Landkreis Fürstenfeldbruck. Am 1. Mai 1978 kam Kuchenried als Gemeindeteil der bis dahin selbständigen Gemeinde Rottbach zu Maisach.

## Lage
Die Einöde liegt circa vier Kilometer nördlich von Maisach.